# عبدل‌آباد (اوز)
عبدل‌آباد یک روستا در ایران است که در دهستان بیدشهر شهرستان اوز واقع شده‌است.